# Rödfiltbi
Rödfiltbi (Epeolus marginatus) är en art i insektsordningen steklar som tillhör familjen långtungebin och släktet filtbin.

## Taxonomi
Artens taxonomi är omdiskuterad; vissa forskare betraktar den som en underart till hedfiltbi (E. cruciger).

## Beskrivning
Ett svart bi med tydliga, vita filtfläckar. Benen har röda teckningar, som ibland förekommer även på kroppen. Arten är helt liten, bara 5 till 7 mm lång.

## Ekologi
Arten lever som boparasit på klöversidenbi, rödfiltbiets larv lever på värdlarvens matförråd. Honan lägger ägg i sidenbiets larvceller, ett i varje. Den resulterande larven har kraftiga käkar i det första larvstadiet, med vilka den kan döda värdägget eller värdlarven, så den ensam kan lava på födan som värdhonan samlat in. Rödfiltbiet förekommer i ungefär samma habitat som värdarten, torra, sandiga ängar, rika på blommande växter. Igenväxning är ett hot mot arten – dess förekomst på bland annat militära övningsfält gynnas av den kraftiga störning dessa områden är utsatta för.

## Utbredning
På grund av den omdiskuterade taxonomiska ställningen är artens utbredning osäker; hedfiltbiet, som av vissa forskare betraktas som nominatunderarten, är vitt spridd i Europa. I Sverige förekommer arten i Skåne, Öland, Gotland och Östergötland. Den är rödlistad som nära hotad ("NT") och bedöms minska. Arten finns inte i Finland.